# Budějovická brána (Třeboň)
Budějovická brána je jednou ze čtyř bran původního městského opevnění v Třeboni. Nachází se na západním okraji historického jádra města, na konci Husovy ulice. Vznikla v době, kdy se Břilická brána začala jako spojnice dnešního Masarykova náměstí a zámeckého parku začala používat pouze pro pěší a vozová cesta byla přeložena.
Nápadný je východní portál brány s ostěním, který odděluje průjezd od sgrafitové zdi zámku. 

## Dějiny
Brána se původně nazývala Nová Břilická. Byla přebudována na Budějovickou stavitelem Dominikem Comettou z Eckthurnu v letech 1605–1610 jako závěr stavby Dlouhé zámecké chodby, vedoucí po městských hradbách a komunikačně spojující třeboňský zámek nejen s branou, ale i s kůrem kostela Panny Marie Královny a sv. Jiljí. Z původní Břilické brány, spojující dnešní Masarykovo náměstí se současným zámeckým parkem (tam v 16. století bývala silnice na České Budějovice a Prahu), se zachovalo pouze klenuté schodiště. Brána (Nová Břilická) byla do dnešní podoby z komunikačních důvodů upravena roku 1824.
Po obou stranách hlavní silniční komunikace má brána zvláštní klenuté průchody pro pěší mezi Sokolskou třídou a Husovou ulicí k děkanskému chrámu s augustiniánským klášterem. Jeden z průchodů byl zřízen v roce 1903 a kvůli němu bylo zrušeno původní schodiště. Druhý byl potom probourán roku 1935.

## Podobné objekty
Ostatní tři třeboňské městské hlavní brány se nazývají: 
- Hradecká brána
- Svinenská brána
- Novohradská brána.